# Chiesa Aragonese
L'edificio conosciuto col nome di chiesa Aragonese è una chiesa sconsacrata di Cagliari. Sorge, all'interno di un cortile, in via Pietro Leo, nel quartiere Monte Urpinu.

## Storia e descrizione
L'edificio venne eretto tra il XVII e il XVIII secolo, per volontà di Giovanni Sanjust, barone di Teulada, sopra le rovine di una chiesa bizantina. Alla fine del XIX secolo la chiesetta venne restaurata, con l'aggiunta anche di alcune decorazioni in stile Liberty. I danni causati dai bombardamenti del 1943 richiesero ulteriori restauri, attuati nel 1968.

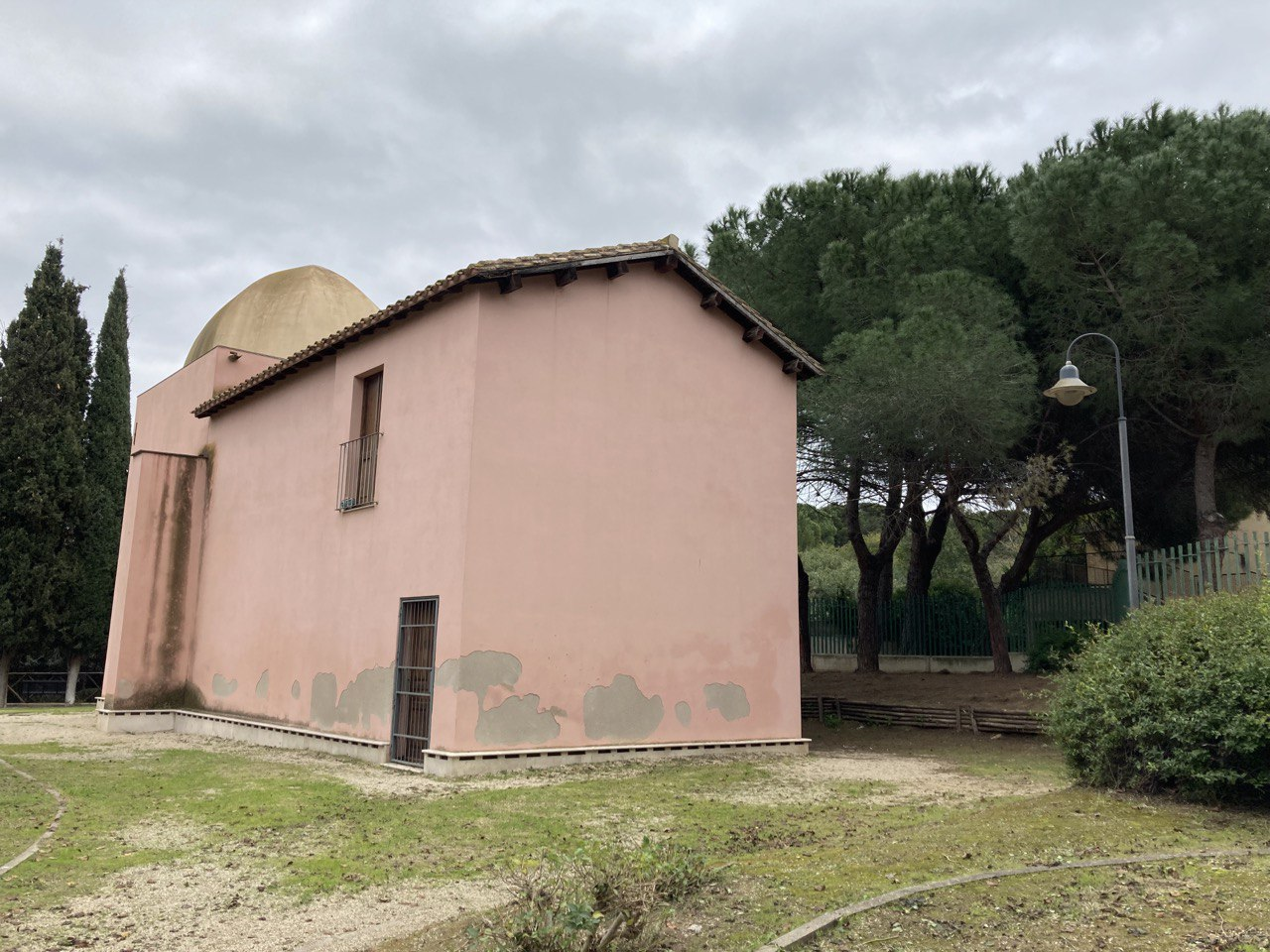
La Chiesa Aragonese di Monte Urpinu a Cagliari

La chiesa "Aragonese" è di modeste dimensioni. Esternamente, presenta in facciata una finestra con balconcino in ferro battuto; lungo il fianco sinistro si trova un contrafforte. Un cupolino bizantineggiante, con copertura in coccio pesto, corona l'edificio. L'interno presenta un'unica navata, con copertura a capriate lignee, rette da mensole di pietra. Addossata alla controfacciata è presente una cantoria, o coro alto, anch'essa in legno e sorretta da mensole. Il presbiterio, a pianta quadrangolare, è innalzato di un gradino rispetto al pavimento della navata; vi si accede tramite un arco a sesto acuto. Come già accennato, il presbiterio è coperto da una cupola, con base ottagonale, poggiante su pennacchi cilindrici.
L'edificio, recentemente restaurato dal Comune di Cagliari, è stato riaperto in occasione dell'edizione 2008 di Monumenti Aperti ed è destinato a ospitare iniziative culturali.

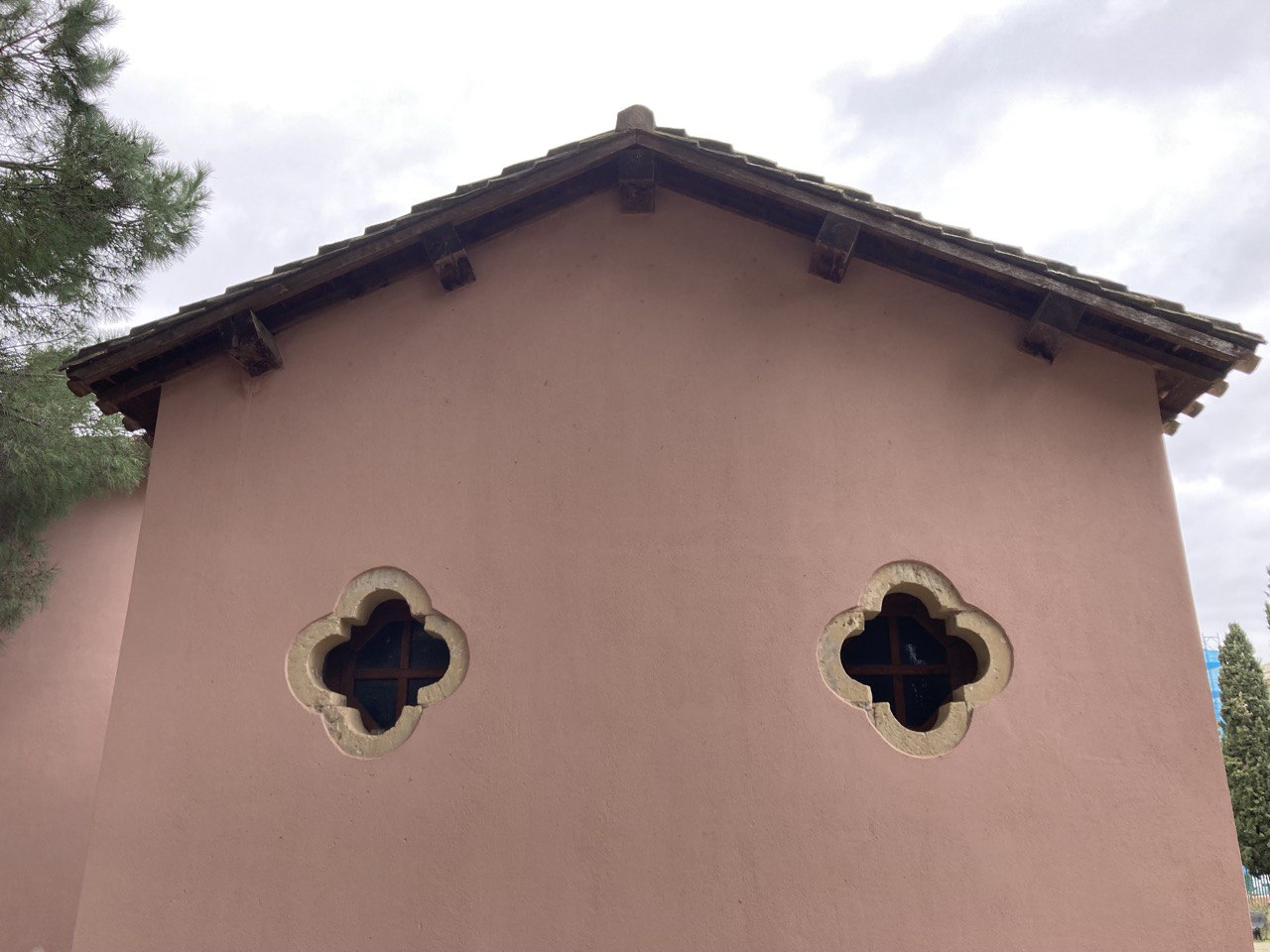
Dettaglio delle finestre cruciformi nel lato sud della Chiesa Aragonese